# Úrvalsdeild 1951
Thống kê của Úrvalsdeild mùa giải 1951.

## Tổng quan
Có 5 đội tham gia, và ÍA giành chức vô địch. Ríkharður Jónsson của ÍA là vua phá lưới với 7 bàn thắng.

## Bảng xếp hạng
| Vị thứ | Câu lạc bộ | St | T | H | B | BT | BB | HS | Đ |
| 1      | ÍA         | 4  | 2 | 2 | 0 | 12 | 8  | +4 | 6 |
| 2      | Valur      | 4  | 2 | 0 | 2 | 9  | 6  | +3 | 4 |
| 3      | KR         | 4  | 2 | 0 | 2 | 8  | 8  | +0 | 4 |
| 4      | Víkingur   | 4  | 1 | 1 | 2 | 7  | 6  | +1 | 3 |
| 5      | Fram       | 4  | 1 | 1 | 2 | 5  | 13 | -8 | 3 |